# フランシス・バーミンガム (第14代アセンリー男爵)
第14代アセンリー男爵フランシス・バーミンガム（英語: Francis Bermingham, 14th Baron Athenry、1692年 – 1750年3月4日）は、アイルランド貴族。

## 生涯
第13代アセンリー男爵エドワード・バーミンガムと2人目の妻ブリジット・ブラウン（Bridget Browne、1702年1月13日没、ジョン・ブラウン大佐の娘）の息子として、1692年に生まれた。
1709年5月3日に父が死去すると、アセンリー男爵位を継承、同年6月19日にアイルランド国教会を遵奉したため1713年11月25日にアイルランド貴族院議員に就任することができた。
1716年9月22日、メアリー・ニュージェント（Mary Nugent、1694年 – 1725年7月、第4代ウェストミーズ伯爵トマス・ニュージェントの娘）と結婚した。
- トマス（1717年 – 1799年） - 第15代アセンリー男爵、初代ラウス伯爵
- 男子（1721年頃 – 1736年以降）
- 男子（1725年頃 – 1736年以降）

1745年8月17日、エリス・アガー（1708年頃 – 1789年、ジェームズ・アガーの娘）と再婚した。エリスは1758年にアイルランド貴族であるブランドン女伯爵に叙された。
1750年3月4日にダブリンで死去、息子トマスが爵位を継承した。